# Povarov-reactie
De Povarov-reactie is een organische reactie ter vorming van een chinolinederivaat. De reactie kan formeel opgevat worden als een cycloadditie van een aromatisch imine met een alkeen. Het imine zelf is het resultaat van een condensatiereactie tussen een anilinederivaat en een benzaldehydederivaat. Het alkeen moet elektronenrijk zijn, dus moeten er elektronenduwende functionele groepen (zoals een methoxygroep) op gesubstituteerd zitten. In de regel worden enolethers en enamines gebruikt.

## Reactiemechanisme
De reactie start met de vorming van het aromatisch imine uit een condensatiereactie tussen aniline en benzaldehyde. Een lewiszuur, zoals boortrifluoride, wordt gebruikt om het imine te activeren, zodat de elektrofiele additie van het elektronenrijke alkeen sneller verloopt. Het ontstane oxoniumion maakt het naburige koolstofatoom vatbaar voor een elektrofiele aromatische substitutie. Tijdens deze stap treedt een annulering op. Het ontstane carbokation wordt gestabiliseerd door het uitstoten van een proton en de herwinning van de aromaticiteit. Vervolgens treden nog 2 eliminatiereacties op, waarbij het chinolinederivaat wordt bekomen.